# Viktoriya Onopriyenko
Viktoriya Maxymivna Onopriyenko (en ucraniano: Вікторія Максимівна Онопрієнко; Kiev, 18 de octubre de 2003) es una deportista ucraniana que compite en gimnasia rítmica, en la modalidad individual.
Ganó una medalla de bronce en el Campeonato Mundial de Gimnasia Rítmica de 2023 y dos medallas en el Campeonato Europeo de Gimnasia Rítmica de 2023. Además, consiguió una medalla de bronce en los Juegos Mundiales de 2022.

## Palmarés internacional
| Campeonato Mundial | Campeonato Mundial | Campeonato Mundial | Campeonato Mundial |
| Año                | Lugar              | Medalla            | Prueba             |
| ------------------ | ------------------ | ------------------ | ------------------ |
| 2023               | Valencia (España)  | Medalla de bronce  | Mazas              |
| Campeonato Europeo |                    |                    |                    |
| Año                | Lugar              | Medalla            | Prueba             |
| 2023               | Bakú (Azerbaiyán)  | Medalla de oro     | Aro                |
| 2023               | Bakú (Azerbaiyán)  | Medalla de plata   | Equipo             |